# Mohamed-Sami Agab
Mohamed-Sami Agab (2004) es un deportista argelino que compite en triatlón. Ganó una medalla de bronce en el Campeonato Africano de Triatlón de 2024, en la prueba de relevo mixto.

## Palmarés internacional
| Campeonato Africano | Campeonato Africano | Campeonato Africano | Campeonato Africano |
| Año                 | Lugar               | Medalla             | Prueba              |
| ------------------- | ------------------- | ------------------- | ------------------- |
| 2024                | Hurgada (Egipto)    | Medalla de bronce   | Relevo mixto        |